# Saint-Cergues
Saint-Cergues település Franciaországban, Haute-Savoie megyében. Lakosainak száma 3779 fő (2022. január 1.). Saint-Cergues Boëge, Bons-en-Chablais, Cranves-Sales, Juvigny és Machilly községekkel határos.

## Népesség
A település népessége az elmúlt években az alábbi módon változott:
| Lakosok száma | 3362 | 3571 | 3673 | 3613 | 3624 | 3671 | 3682 | 3714 | 3779 |
|               | 2013 | 2015 | 2016 | 2017 | 2018 | 2019 | 2020 | 2021 | 2022 |